# 明石市立望海中学校
明石市立望海中学校（あかししりつ ぼうかいちゅうがっこう）は、兵庫県明石市西明石南町にある公立中学校。

## 部活動

### 運動部
- 柔道部
全国屈指の強豪校として知られてれている　
  - 2018年サニックス旗福岡国際中学生柔道大会男子団体戦      優勝　　　　　　
  - 2019年近代柔道杯全国中学生柔道大会オープンの部 優勝
- 女子ハンドボール部
毎年全国大会に出場して入賞している強豪校である。
平成30年県大会優勝。近畿大会も優勝し全国の切符をつかんだ。全国大会ではベスト8だった。
2023年度第18回春の全国中学生選手権大会では3位という成績をおさめている。
- 女子卓球部
平成28年全中予選では団体戦優勝し全中に出場する。しかし1回戦負けだった。
- 野球部
- 陸上競技部
- 水泳部
- サッカー部
- バレーボール部
- バスケットボール部
- ソフトテニス部
- 男子卓球部
- 剣道部

### 文化部
- 吹奏楽部
- 美術部
- 家庭科部

## 通学区域
- 藤江小学校区[1]
  - 林崎町3丁目、松江、別所町、東藤江1・2丁目、藤が丘1丁目1番-6番、7番（1-5･21･22）、9 番（1-5･21･22）、10番（1-5･20-22）、12番（1･2･31)、藤が丘2丁目1番、2番（1-6･18-20）、4番、5番（1-12･17-21）、6番-19 番、20番（1-14･20-26）、21番（1-10･21-26）、22番（3-6）、32番（1-21･32）、藤江（34-847、930-933、1034-1046、1047（1･3･6･7･9･12-31）、1048（1-4･6）、1049-1624、1626-1965、1966（2）、1967（2）、1968（2）、1969（2）、1972-1973、1975-1978、2013、2025-2027、2028（1･4-27･29-71･73-77･79-105･109-127）、2029、2031、2032（2）、2124
- 貴崎小学校区[1]
  - 宮の上、貴崎1-5丁目、南貴崎町
- 花園小学校区[1]
  - 川崎町、西明石南町1-3丁目、花園町、小久保2丁目、西明石西町1・2丁目、 小久保、和坂(11-14)、 藤江854（2･4･6）、862-865、888、928、929、934-939、940（1）、941-960,9742、976（7）、977（3･9-11）、9782、980-988,994-1030,10472、1048（5）、2028（2･3･106-108）、2030、2032（1･3-6）

## 進学前小学校
- 明石市立藤江小学校[1]
- 明石市立貴崎小学校[1]
- 明石市立花園小学校[1]

## 著名な出身者
- 藤本敦士（元プロ野球選手、阪神タイガース→東京ヤクルトスワローズ。現：阪神タイガースコーチ）
- 坂口智隆（元プロ野球選手、近鉄バファローズ→オリックス・バファローズ→東京ヤクルトスワローズ）
- 大久保悟（サッカー選手）
- Mr.オクレ（お笑いタレント）
- 小西杏奈（競泳選手）
- 顕徳海利（柔道選手）